# Index Kewensis

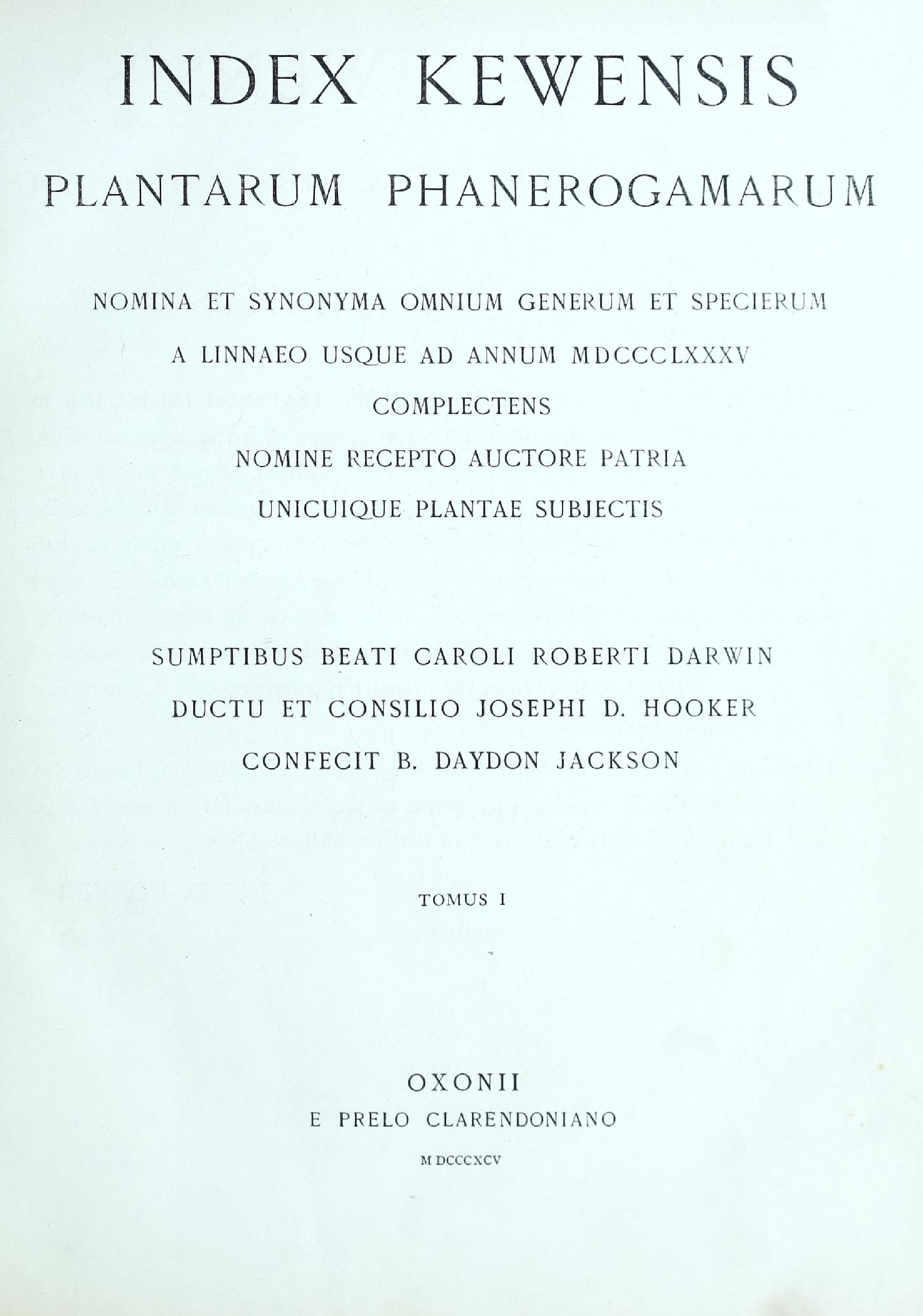
Titelseite des ersten Bandes des Index Kewensis

Der Index Kewensis ist ein von 1893 bis 2002 von den Royal Botanic Gardens in Kew herausgegebenes Pflanzenverzeichnis. Er enthält die seit 1753 beschriebenen Blütenpflanzen, die er nach Gattung und Art, einem Hinweis auf die erste Publikation sowie ihrem Herkunftsland auflistet. Die zwei Grundbände erschienen in vier Heften zwischen 1893 und 1895; danach erschienen insgesamt 21 Ergänzungslieferungen (Supplemente). Der vollständige Titel des ersten Bandes lautet Index Kewensis Plantarum Phanerogamarum – Nomina et synonyma omnium generum et specierum a Linnaeo usque ad annum MDCCCLXXXV complectens nomine recepto auctore patria unicuique plantae subjectis.
Der Index wurde auf Initiative von Charles Darwin erstellt. Zusammengestellt wurden die ersten Bände von dem Botaniker Benjamin Daydon Jackson, die Gesamtverantwortung für das Projekt hatte der Direktor der Royal Botanic Gardens, Kew, Joseph Dalton Hooker.

## Geschichte

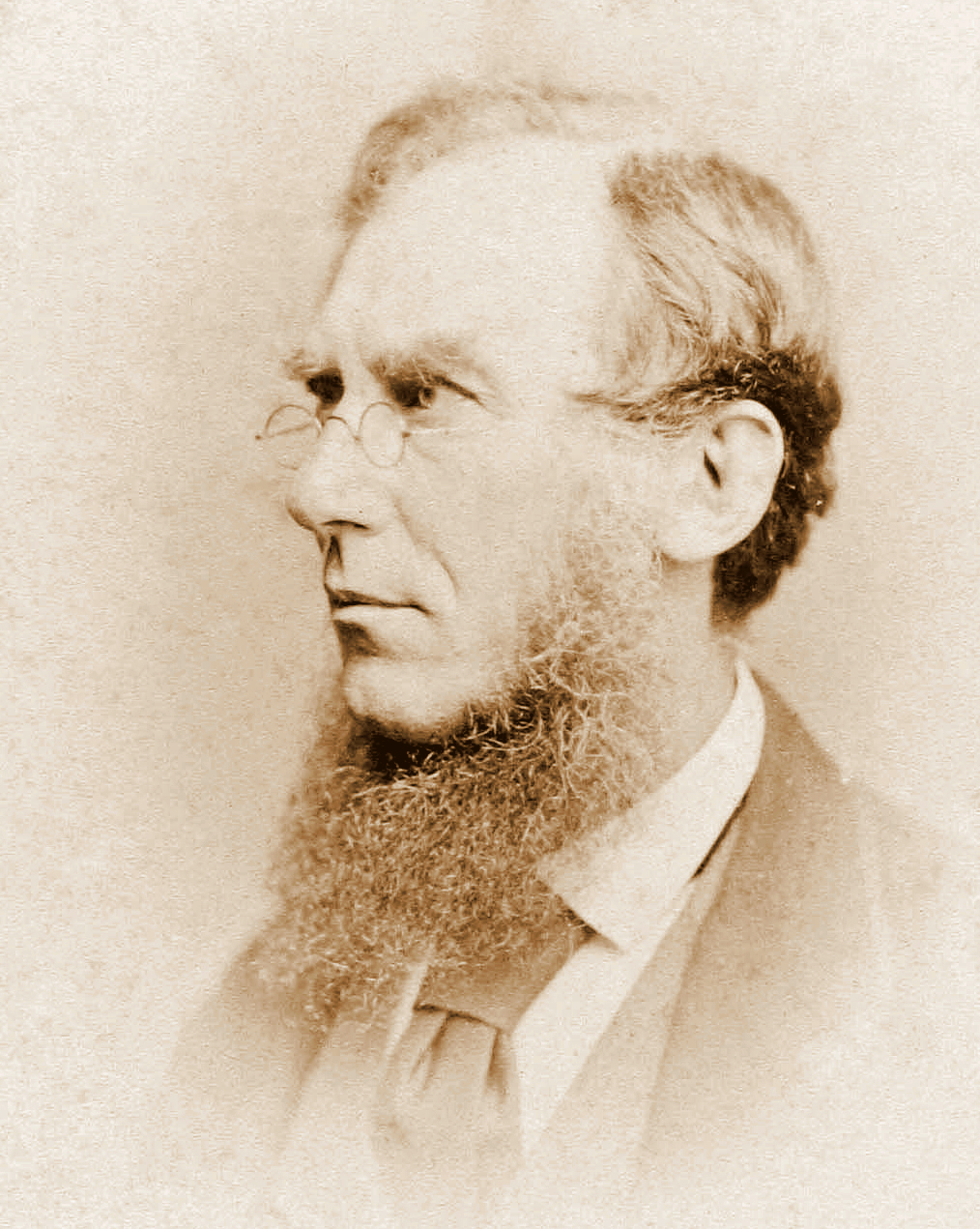
Bei Joseph Dalton Hooker, Direktor der Royal Botanic Gardens lag die Gesamtverantwortung für die Arbeiten am Index Kewensis.

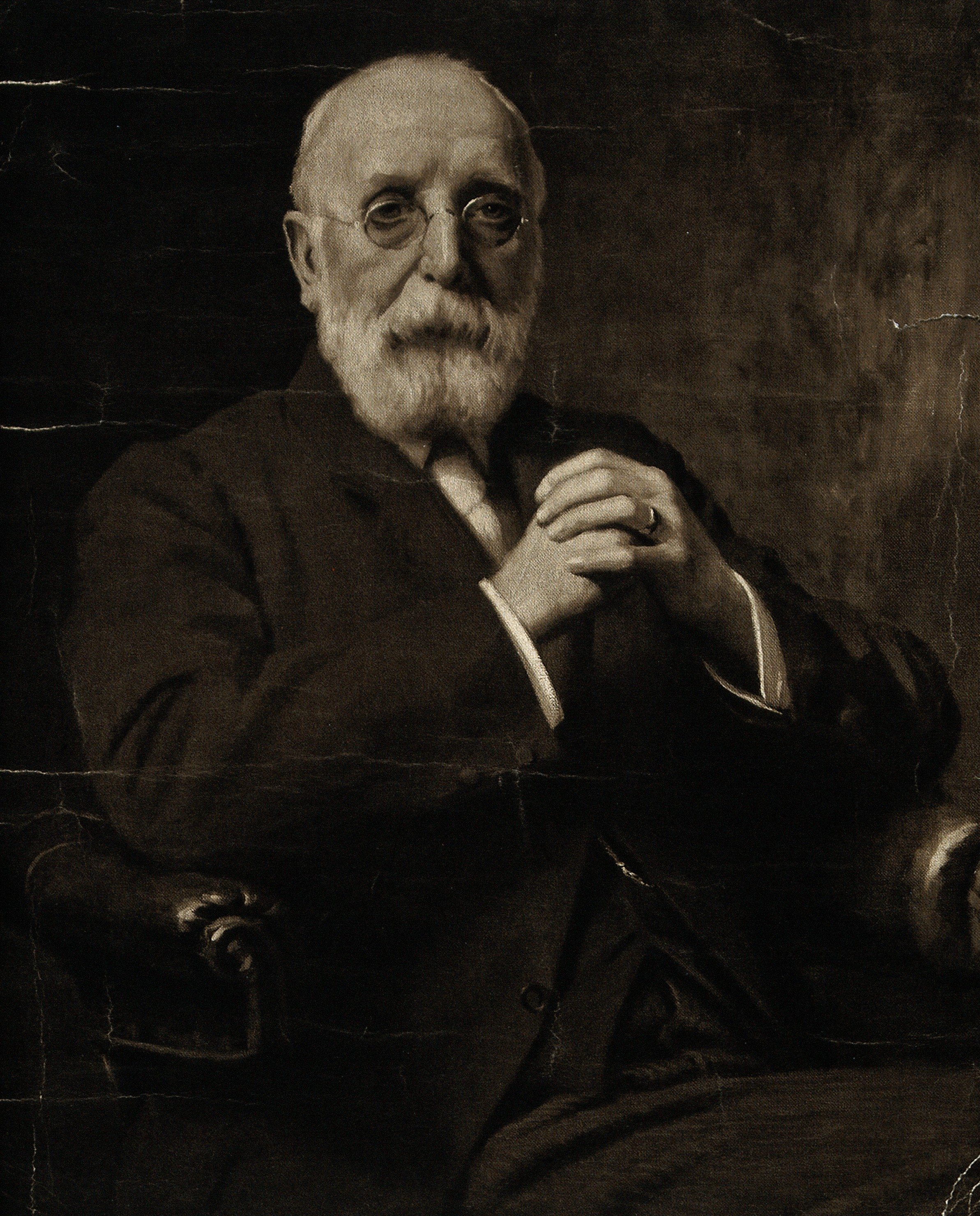
Benjamin Daydon Jackson erstellte die ersten Bände des Index Kewensis.

Der britische Naturforscher Charles Darwin, der sich gegen Ende seines Lebens intensiv mit botanischen Studien befasste, hatte immer wieder Schwierigkeiten bei der taxonomischen Einordnung von Pflanzen. Nicht alle von ihm untersuchten Pflanzen ließen sich anhand der Nomenklatur der 1753 durch Carl von Linné veröffentlichten Species Plantarum eindeutig taxonomisch einordnen. Er fasste daraufhin den Entschluss, die Erstellung eines umfassenden Werkes zu fördern, das alle bekannten Blütenpflanzen mit ihren Gattungs- und Artnamen und ihrem Herkunftsland verzeichnen sollte. Als Vorbild diente ihm der von Ernst Gottlieb von Steudel zwischen 1821 und 1824 veröffentlichte Nomenclator botanicus, in dem Namen und Synonyme sämtlicher Pflanzenarten und -gattungen in alphabetischer Ordnung erfasst waren.
Darwin hatte mehrere Jahre lang immer wieder beim Direktorium der Royal Botanic Gardens Kew für dieses Projekt vorgesprochen, in der Hoffnung, eine Förderung dieses Projektes durch die Regierung oder andere Stellen zu bekommen. Da ihm aber keine Unterstützung zugesagt wurde, beschloss er schließlich, das Projekt aus eigenen Mitteln zu finanzieren.
Darwin teilte seine Entscheidung, ein derartiges Werk selber zu finanzieren, dem Direktor der Royal Botanic Gardens Kew, Joseph Dalton Hooker, mit und beauftragte diesen, das Projekt und dessen Umsetzung mit Unterstützung von George Bentham und weiterer Mitarbeiter des Botanischen Gartens detailliert zu planen. Hooker erhielt bei der Planung außerdem beratende Unterstützung durch den amerikanischen Botaniker Asa Gray und den irischen Naturforscher John Ball. Als Bearbeiter und Autor konnte er Benjamin Daydon Jackson, den Sekretär der Linnean Society of London gewinnen, der ihm aufgrund seiner umfassenden Kenntnisse der botanischen Literatur als besonders qualifiziert für die Aufgabe erschien und einen Zeit- und Kostenplan eingereicht hatte. Die Gesamtverantwortung für das Projekt blieb dabei in den Händen von Hooker.
Um die Finanzierung über seinen Tod hinaus sicherzustellen, verfügte Darwin in seinem Testament, dass über einen Zeitraum von fünf Jahren jährlich 250 £ für die Weiterarbeit am Index bereitgestellt werden sollten. Charles Darwin starb im April 1882, kurz nachdem Jackson mit der Arbeit an dem Index begonnen hatte.

## Arbeit an den ersten zwei Bänden
Das zu erstellende Werk sollte alle nach dem Jahr 1753 publizierten Namen von Blütenpflanzen aufführen. 1753 wurde dabei als Startzeitpunkt gewählt, da in diesem Jahr Carl von Linnés Werk Species Plantarum erschienen war, in dem erstmals alle Pflanzen mit binominalen Namen beschrieben wurden. Dieses Werk wird bis heute als Beginn der modernen botanischen Nomenklatur betrachtet.
Vorherige Versuche, einen umfassenden Index zu erstellen, hatten stets auf Sekundärquellen zurückgegriffen. Der Index Kewensis war der erste botanische Index, der die Pflanzennamen anhand der Originalveröffentlichungen aufführte.
Als Grundlage für die Auflistung der Pflanzengattungen des Index diente das Werk Genera Plantarum von George Bentham und Joseph Dalton Hooker. Die darin aufgeführten Gattungsnamen wurden mit ihren Synonymen auf jeweils ein einzelnes Blatt Papier geschrieben. Die Blätter wurden in alphabetische Reihenfolge gebracht.
Dann wurden alle in Steudels Nomenclator Botanicus aufgeführten Arten in den neuen Index aufgenommen, indem sie auf den entsprechenden Gattungsblättern aufgelistet wurden. Das verwendete Nomenclator-Exemplar der Royal Botanic Gardens enthielt zudem zahlreiche nachträglich eingefügte Ergänzungen, da es anhand des institutseigenen Herbariums ständig erweitert worden war.
Alle Blätter einer Gattung wurden in einen mit dem Gattungsnamen beschrifteten Umschlag verstaut, die wiederum in Schachteln, ähnlich wie in einem Herbarium, gelagert wurden. Insgesamt ergaben sich aus diesen ersten Vorarbeiten, für die Jackson, der zeitweise von mehreren Assistenten unterstützt wurde, 18 Monate benötigte, mehr als 30.000 Umschläge, die in 178 Schachteln gelagert wurden und zusammen mehr als eine Tonne wogen.
Anschließend wurden die in verschiedenen weiteren botanischen Standardwerken enthaltenen Pflanzenarten in das erarbeitete System eingepflegt:
- Prodromus systematis naturalis regni vegetabilis. (1824–1841) und Monographie des Astragales. (1802) von Augustin-Pyrame de Candolle
- Enumeratio plantarum omnium hucusque cognitarum, secundum familias naturales disposita, adjectis characteribus, differentiis, et synonymis. (1833–1850) von Karl Sigismund Kunth
- Repertorium botanices systematicae. (1842–1847) und Annales botanices systematicae.(1848–1853) von Wilhelm Gerhard Walpers
- Flora australiensis. (1863–1870) von George Bentham und Ferdinand von Mueller
- Flora Brasiliensis. (ab 1840) von Carl Friedrich Philipp von Martius
- Flora rossica. (1841–1853) von Carl Friedrich von Ledebour
- Flora orientalis. (1867–1884) von Pierre Edmond Boissier

Nach der Einarbeitung der Arten aus diesen Werken wurden schließlich auch Arten aus kleineren Floren-Werken sowie Veröffentlichungen aus Zeitschriften eingearbeitet. Allerdings gelang es nicht vollständig, alle seit 1753 publizierten taxonomischen Veröffentlichungen einzubeziehen, was später öfter zu Folgefehlern in der botanischen Nomenklatur führte.
Die beiden Grundbände, die zwischen 1893 und 1895 in vier Heften veröffentlicht wurden, enthielten fast 400.000 Pflanzennamen.

## Ergänzungsbände
Zunächst war beabsichtigt, in dem Index auch zu vermerken, ob es sich bei einem angegebenen Namen um den wissenschaftlich akzeptierten Namen oder nur um ein Synonym handelt, so dass die ersten Ausgaben des Index Kewensis über den reinen Index hinaus eher die Funktion einer Nomenklatur erfüllten. Die Herausgeber erkannten aber bald, dass dieses Vorhaben zu ehrgeizig war, weshalb ab der vierten Ergänzungslieferung von 1913 auf eine taxonomische Beurteilung verzichtet wurde.
Die beiden Grundbände wurden im Laufe der Zeit durch insgesamt 21 gebundene Ergänzungslieferungen erweitert, die zum Teil ebenfalls aus mehreren Teilbänden bestanden. Jeder Ergänzungsband deckte einen Publikationszeitraum von fünf Jahren ab. Mit der steigenden Anzahl an Ergänzungsbänden wurde es für Benutzer zunehmend schwieriger, eine bestimmte Pflanzenart im Index zu finden, da man dazu schließlich im ungünstigsten Fall fast 30 gebundene Bücher mit mehr als 1.000.000 Einträgen durchsuchen musste. Obwohl mehrmals Versuche unternommen wurden, die Spezies aller Bände in eine einzige Liste zu integrieren, existierte eine solche Liste zu keiner Zeit. An der Universität Utrecht wurde ein vollständiges Exemplar des Index Kewensis zerschnitten und alle Einträge wurden in alphabetischer Reihenfolge auf DIN-A-4-Seiten aufgeklebt. Die Herstellung dieses Exemplars war zwar sehr arbeitsaufwendig, zumal immer wieder die regelmäßig erscheinenden Supplemente eingearbeitet werden mussten, ermöglichte aber ein deutlich schnelleres Auffinden einer gesuchten Pflanzenart im Index.
Ab 1986 wurden die bisher erschienenen Ausgaben mit Hilfe eines OCR-Scans digitalisiert. Diese Fassung stand den Institutsmitarbeitern der Royal Botanic Gardens in Kew sowie Besuchern für Recherchen zur Verfügung.

## Bedeutung
Der Index Kewensis führt für jede Pflanze den botanischen Namen (Gattung und Art), Autor und Publikationsort der Erstbeschreibung sowie die ungefähre geographische Herkunft auf.
Der Index Kewensis wurde zunächst von verschiedenen Botanikern dafür kritisiert, bei Fragen der taxonomischen Beurteilung lediglich den Kew view widerzuspiegeln. Mit dem Verzicht auf den taxonomischen Anspruch, gültige Hauptnamen von Synonymen zu unterscheiden, wuchs aber die internationale Akzeptanz des Werkes. Lange Zeit galt der Index Kewensis als unverzichtbares Referenzwerk für Botaniker bei der Anfertigung von botanischen Monographien oder botanischen Inventaren aller Pflanzen einer bestimmten Gegend (Floren) und insgesamt für pflanzentaxonomische Bearbeitungen.
Im Jahr 2000 wurde der International Plant Names Index (IPNI) veröffentlicht. In diesem Projekt wurden die Daten des Index Kewensis, des Gray Herbarium Card Index der Harvard University sowie des Australian Plant Name Index des Centre for Plant Biodiversity Research in Canberra zusammengefasst und online zugänglich gemacht.

## Ausgaben
Zwischen 1893 und 2002 wurde der Index Kewensis in folgenden Bänden veröffentlicht:
| Ausgabe       | Heft       | bearbeiteter Zeitraum | Veröffentlichungsdatum | Bearbeiter                                                                                     | Anmerkungen |
| ------------- | ---------- | --------------------- | ---------------------- | ---------------------------------------------------------------------------------------------- | --- |
| Band 1        | Heft 1     | 1753–1885             | 6. September 1893      | Benjamin Daydon Jackson                                                                        | Inhalt: Aa – Dendrobium exiguum |
|               | Heft 2     | 1753–1885             | 14. Dezember 1893      | B. D. Jackson                                                                                  | Inhalt: Dendrobium exsculptum – Justicia |
| Band 2        | Heft 1     | 1753–1885             | 27. Oktober 1894       | B. D. Jackson                                                                                  | Inhalt: Kablikia – Psidium galapagaeum |
|               | Heft 2     | 1753–1885             | 19. Oktober 1895       | B. D. Jackson                                                                                  | Inhalt: Psidium gardnerianum – Zyzygium |
| Supplement 1  | Heft 1     | 1886–1895             | Januar – Februar 1902  | B. D. Jackson, Théophile Durand                                                                | |
|               | Heft 2     | 1886–1895             | 1. Dezember 1902       | B. D. Jackson, T. Durand                                                                       | |
|               | Heft 3     | 1886–1895             | 20. November 1903      | B. D. Jackson, T. Durand                                                                       | |
|               | Heft 4     | 1886–1895             | Juli 1906              | B. D. Jackson, T. Durand                                                                       | |
| Supplement 2  | Heft 1     | 1896–1900             | 26. Oktober 1904       | Stephen Troyte Dunn (* 1868; † 1938), William Turner Thiselton-Dyer                            | |
|               | Heft 2     | 1896–1900             | 20. Juli 1905          | S. T. Dunn                                                                                     | |
| Supplement 3  |            | 1901–1905             | 20. Mai 1908           | S. T. Dunn                                                                                     | Letzte Ausgabe in Form eines Nomenklators. Letztmalige Anwendung der „Kew Rule“. |
| Supplement 4  |            | 1906–1910             | 13. November 1913      | Thomas Archibald Sprague (* 1877; † 1958)                                                      | Erster Ergänzungsband ohne taxonomische Bewertungen; erstmals erfolgt auch eine Angabe zum Datum der Erstpublikation. |
| Supplement 5  |            | 1911–1915             | 8. September 1921      | T. A. Sprague                                                                                  | Neue Gattungen werden erstmals unter Familien am Ende des Bandes zusammengefasst. |
| Supplement 6  |            | 1916–1920             | 20. Mai 1926           | T. A. Sprague                                                                                  | |
| Supplement 7  |            | 1921–1925             | 26. September 1929     | T.A. Sprague, Mary Letitia Green (* 1886; † 1978)                                              | Gattungen werden zu Familien zusammengefasst (nach K. von Dalla Torre & H. Harms). |
| Supplement 8  |            | 1926–1930             | 2. November 1933       | T.A. Sprague, M. L. Green                                                                      | |
| Supplement 9  |            | 1931–1935             | 22. Dezember 1938      | T.A. Sprague, M.L. Green, Mabel Irene 'Veronica' Skan (* 1902; † 1982), Sabine Wilson († 1959) | Erstmals wird bei Neukombinationen der Autor des Basionyms in Klammern genannt, Hybriden werden gekennzeichnet, die Elternspezies werden aber nicht angegeben. |
| Supplement 10 |            | 1935–1940             | 21. August 1947        | M.L. Sprague, M.I. Skan, S. Wilson                                                             | Beschreibungen mit Illustration werden erstmals durch einen Stern gekennzeichnet. |
| Supplement 11 |            | 1941–1950             | 24. September 1953     | M.I. Skan, S. Wilson                                                                           | |
| Supplement 12 |            | 1951–1955             | 30. April 1958         | M.I. Skan                                                                                      | Das Copyright für den Index Kewensis wird ab diesem Ergänzungsband auf den Bentham-Moxon-Trust übertragen. |
| Supplement 13 |            | 1956–1960             | 28. April 1966         | M.I. Skan, Janet Eileen Hawkins (* 1931)                                                       | Letzte Lieferung mit lateinischen Abkürzungen für geographischen Bezeichnungen und erklärenden Anmerkungen. |
| Supplement 14 |            | 1961–1965             | 19. Februar 1970       | M.I. Skan, Jean Lesley Mary Pinner (* 1932; † 1982), Thalia Adele Bence (* 1938, † 1983)       | Die Gattungen werden zu Familien nach dem in den Kew Gardens gebräuchlichen System (basierend auf Bentham & Hooker) zusammengefasst. |
| Supplement 15 |            | 1966–1970             | 2. Mai 1974            | M.I. Skan, J.L.M. Pinner, T.A. Bence                                                           | Zeitschriftenjahrgänge werde nicht mehr in Römischen Zahlen angegeben. Illustrationen in den Publikationen werden nicht mehr durch Sternchen gekennzeichnet. |
| Supplement 16 |            | 1971–1975             | 8. Oktober 1981        | J.L.M. Pinner, T.A. Bence                                                                      | Erstmals werden alle taxonomischen Ränge ab der Familie abwärts angegeben (zuvor wurden nur Gattung und Art genannt); für Hybriden werden die Eltern mit Gattungs- und Artnamen angegeben. Korrigierende Neueinträge werden mit einem Kreuz gekennzeichnet.                                                                 |
|               | OCR-Scan   | 1971–1975             | 1983                   | J.L.M. Pinner, T.A. Bence                                                                      | Die beiden Grundbände und die ersten 16 Supplemente werden mit Hilfe eines OCR-Scans digitalisiert. |
| Supplement 17 |            | 1976–1980             | 25. Juni 1987          | J.L.M. Pinner, T.A. Bence, Rosemary Anne Davies (* 1952)                                       | Die Autorenschaft wird nur noch bei neu aufgenommenen Gattungen angegeben. |
| Supplement 18 |            | 1981–1985             | 25. Juni 1987          | J.L.M. Pinner, T.A. Bence, R.A. Davies, Katherine May Lloyd (* 1961)                           | |
| Supplement 19 |            | 1986–1990             | 10. Oktober 1991       | R.A. Davies, K.M. Lloyd                                                                        | Das Copyright für den Index Kewensis wird ab diesem Ergänzungsband auf die Royal Botanic Gardens, Kew übertragen. |
|               | CD-Ausgabe | 1986–Oktober 1992     | 1993                   | R.A. Davies, K.M. Lloyd                                                                        | Die erste Veröffentlichung des Index Kewensis auf CD-ROM, auf der Daten bis Ende Oktober 1992 enthalten sind. |
| Supplement 20 |            | 1991–1996             | 24. Januar 1997        | R.A. Davies, K.M. Challis                                                                      | Die Namen der Familien werden in Anlehnung an Richard Kenneth Brummitt verwendet. Die Namen der Autoren werden entsprechend R.K.Brummitt und C.E.Powell angegeben. Ländernamen werden in Anlehnung an S.Hollis & R.K.Brummitt verwendet. Neben Arten und Hybriden werden ab dieser Ergänzungslieferung auch Typen gelistet. |
|               | CD-Rom     | 1991–Juli 1996        | 1997                   | R.A. Davies, K.M. Challis                                                                      | Zweite Veröffentlichung auf CD-ROM. |
|               |            | 1991–1996             | 2000                   | R.A. Davies, K.M. Challis                                                                      | Start des International Plant Names Index (IPNI), einem Online-Projekt des Index Kewensis (The Royal Botanic Gardens, Kew), des Gray Herbarium Card Index (Harvard University) sowie des Australian Plant Name Index (Centre for Plant Biodiversity Research, Canberra).                                                    |
| Supplement 21 |            | 1996–2000             | 20. August 2002        | R.A. Davies, K.M. Challis                                                                      | |